# Parafia Miłosierdzia Bożego w Wałczu
Parafia pw. Miłosierdzia Bożego w Wałczu – parafia rzymskokatolicka należąca do dekanatu Wałcz, diecezji koszalińsko-kołobrzeskiej, metropolii szczecińsko-kamieńskiej. Została utworzona 20 grudnia 1993. Obsługiwana przez księży diecezjalnych. Siedziba parafii mieści się w mieście Wałcz przy ulicy Gen. Władysława Andersa. 

## Miejsca święte

### Kościół parafialny
Kościół pw. Miłosierdzia Bożego w Wałczu
Kościół parafialny został zbudowany w latach 1996–2000, konsekrowany 7 maja 2000. 

### Kościoły filialne i kaplice
Kościół pw. św. Michała Archanioła w Chwiramie